# Pozemní hokej
Pozemní hokej je kolektivní sport určený pro muže i ženy. Jedná se o klasický staroanglický sport, mezi které lze zařadit i kriket a ragby. Ve světě se setkáme obecně s názvem hokej – „hockey“, v České republice se termín hokej používá primárně pro hokej lední.
Pozemní hokej je na světové scéně prezentován několika turnaji v mužské i ženské kategorii. Znám je především jako olympijský sport, a to již od roku 1908. Jednou za čtyři roky je možné sledovat Mistrovství světa v pozemním hokeji – „Hockey World Cup“. Každý rok se 6 nejlepších týmů, dle žebříčku Mezinárodní hokejové federace (FIH), utká na Poháru Mistrů – „Champions Trophy“. Velmi prestižní je i Mistrovství světa juniorů do 21 let.
Do osmdesátých let 20. století dominovaly světové scéně pozemního hokeje Indie a Pákistán, a to především díky skvělé technické vyspělosti hráčů. Od té doby se na špičku tlačí především týmy Nizozemska, Německa, Španělska, Nového Zélandu a Austrálie. Mezi silné evropské týmy patří také Anglie a Belgie. Ostatní evropské země včetně České republiky trpí výkonnostními výpadky a nepatří mezi světovou mnohdy ani evropskou elitu.
Dle žebříčku Mezinárodní hokejové federace se k 7. červenci 2013 Česká republika nacházela na 21. místě na světě v mužských soutěžích, což bylo asi nejlepší umístění v historii. V ženském hokeji bylo dlouho nejlepším týmem Nizozemsko, ovšem v posledních letech jim velice silně šlape na paty Austrálie. Silné jsou také týmy Indie, Číny, Jižní Koreje, Argentiny a Německa. Český ženský pozemní hokej se dle stejného zdroje nacházel ke dni 30. června 2013 na 33. místě celosvětového žebříčku.
Pozemní hokej je celosvětově zastřešen Mezinárodní hokejovou federací (FIH) International Hockey Federation. Český svaz pozemního hokeje (ČSPH) spadá ještě pod Evropskou hokejovou federaci (EHF) European Hockey Federation. Pro mediální zviditelnění pozemního hokeje byla v roce 2007 ustavena European Hockey League (EHL) – obdoba fotbalové ligy mistrů. Jejím prvním vítězem se stal německý tým Ulenhorster HC po vítězství nad nizozemským HGC. Soutěž je pořádána každý rok za účasti 24 nejlepších klubových týmů Evropy.
Pozemní hokej se v Evropě i ve světě hraje na mnoha klubových úrovních, ale jen málo hráčů je skutečnými profesionály. Většina hráčů se věnuje hokeji během studia, případně během zaměstnání na částečný úvazek, který doplňuje trenérskou činností v klubech.
V České republice stejně jako v Německu, Polsku a Rakousku je velice populární zimní varianta pozemního hokeje – halový pozemní hokej. Jde o variantu hranou v hale o pěti hráčích včetně brankáře na každé straně. Halový hokej je velice atraktivní pro diváka a vyžaduje excelentní techniku od hráčů. České týmy v této halové variantě pozemního hokeje jsou úspěšnější, než v jeho klasické – venkovní – podobě. Ženy získaly v roce 2015 bronzové medaile na Mistrovství světa, muži byli stříbrní na kontinentálním šampionátě již dvakrát, naposledy v roce 2012.

## Historie
Sporty s holí a míčkem existovaly již dva tisíce let před naším letopočtem v Persii a jiných zemích. Koncem 18. století byla v Anglii a Skotsku rozšířená hra se dvanácti hráči na každé straně, nazývaná SHINTY. V těchto zemích se začal ve druhé polovině 19. století šířit moderní pozemní hokej. Byla tu sepsána jeho první pravidla. Na olympiádě se poprvé objevil již v roce 1908. Roku 1924 vznikla Fédération Internationale de Hockey sur Gazon (FIH – Fédération Internationale de Hockey sur Gazon).
Pozemní hokej jak ho známe dnes se začal utvářet během 19. století na anglických školách. První klub vznikl v roce 1849 v Blackheath na jihu Londýna. Moderní pravidla pozemního hokeje se však vyvinula až z verze hrané Middlesex kriket kluby během zimního období. Oficiálně prvním klubem pozemního hokeje, který přijal pravidla střeleckého kruhu a balonek z gumy byl Teddington Hockey Club (1871) na jihozápadě Londýna, následovaný dalšími dodnes známými kluby.
Pozemní hokej byl exportován do anglických kolonií a zemí společenství národů (Commonwealth), kde se v mnoha případech stal nedílnou součástí kulturního bohatství některých zemí.
Hokejová asociace byla založena v roce 1886. První mezistátní utkání mezi Irskem a Walesem bylo sehráno v roce 1895 a mezinárodní výbor pro pravidla byl ustanoven v roce 1900. V roce 1908 a 1920 se pozemní hokej dostal na pořad olympijských her (OH). V roce 1924 byl pozemní hokej vyřazen z programu OH, což vedlo k založení Fédération Internationale de Hockey sur Gazon (FIH) – řídící orgán evropského pozemního hokeje, u jehož založení stálo i Československo. International Hockey Federation (FIH) bylo založeno v roce 1970. Ženský pozemní hokej byl uveden na olympijských hrách až v roce 1980 a právě na těchto hrách československý ženský tým dokázal obsadit druhé místo a získat historicky první a doposud poslední medaile v tomto sportovním odvětví pro naši zemi.
Pozemní hokej se do poloviny 70. let 20. století hrál na přírodní trávě (ve východní Evropě a rozvojových zemích déle). V Československu, ale i jinde nebylo výjimkou hrát utkání na škvárovém povrchu. Později se začal prosazovat umělý povrch. Šlo o umělou trávu prosýpanou pískem nebo lépe kropenou vodou. S příchodem umělých povrchů došlo i k výše zmíněným změnám v pořadí týmů na světové špičce, jelikož pro doposud dominující země byl umělý povrch příliš drahý. S příchodem umělé trávy se změnil styl hry, taktika a především rychlost. Dominovat začali Nizozemci, Němci a Australané.

## Hřiště

Hřiště na pozemní hokej

Rozměry hřiště na pozemní hokej byly původně udávány v imperiálních jednotkách (yardy, stopy). V současné době jsou ovšem oficiálně používány metrické hodnoty dle Mezinárodní hokejové federace (FIH) – Rules of Hockey 2007.
Pozemní hokej hrají dva týmy o 11 hráčích na obdélníkovém hřišti o rozměrech 91,40 m × 55 m (100 × 60 yardů). Na každé straně hřiště je branka 2,14 m (7 stop) vysoká a 3,66 m (12 stop) široká uzavřená v půlkruhu vzdáleném 14,63 m (16 yardů) od brány. Tento půlkruh je znám jako střelecký kruh „shooting circle (or D or arc)“ a je vyznačený silnou čárou. 22,90 m (25 yardů) od zadní čáry je s ní rovnoběžná dělicí čára zvaná třetina. Další čárou je „půlka“, dělící hřiště na dvě poloviny. Penalta, neboli místo pro trestný úder, se nachází před bránou ve vzdálenosti 6,40 m (7 yardů) od středu brankoviště.
Dříve tradiční přírodní travnatý povrch stále častěji střídají syntetické povrchy. Nejkvalitnější variantou pro hru jsou takzvané „waterbased“ neboli vodní umělé trávy. Tyto musí být pravidelně kropeny, aby jejich mokrý povrch umožnil přilnavost balonku k ploše. Vodní povrchy jsou rychlejší a nezpůsobují odřeniny jako pískové umělé trávy. Písková „sandbased“ umělá tráva je prosýpána pískem, který zabraňuje nadměrnému poskakování balonku. Existuje samozřejmě mnoho provedení umělých povrchů, ale výše zmíněná provedení jsou pro pozemní hokej nejčastější. V poslední době se prosazují ještě hybridní varianty kombinující pískové provedení lehce kropené vodou. Jsou méně náročné na spotřebu vody a zachovávají kvality vodní umělé trávy.
Vodní umělé trávy najdete na hřištích v Rakovníku, na Slavii, v Hostivaři, v Praze na Zeleném Pruhu, v Hradci Králové a v Českých Budějovicích. Hybridní plochu vlastní družstva z Plzně-Litic a Bolevce. Nová hybridní umělá tráva je v Mnichovicích. Také v Kadani byl již dokončen přechod z přírodní trávy na trávu umělou (kombinované hřiště pozemní hokej/fotbal).

## Pravidla
Cílem hry je dopravit pomocí hole do protivníkovy branky míč. Ten je vyroben z tvrdého plastu a má průměr 7,1 až 7,5 cm. Míč se také rozděluje podle povrchu, na kterém se bude hrát – lze hrát s míčem hladkým nebo tečkovaným. Zápas je rozdělen na dva poločasy (s desetiminutovou přestávkou), z nichž každý trvá 35 minut. (Utkání může být modifikováno dle turnajových regulí. V poslední době je oblíbený formát 4×17,5 minuty s dvouminutovou pauzou po první a třetí čtvrtině a osmiminutovou po druhé čtvrtině.)

## Týmy působící v Česku

### Mužské týmy
- Slavia Hradec Králové
- SK Slavia Praha
- TJ Plzeň-Litice
- HC 1972 Rakovník
- HC Bohemians Praha
- HC 1957 Kadaň
- HC 1970 Bolevec
- HC Hostivař
- HC Praga 1946
- President
- T.J. Sokol Kbely
- TJ Mnichovice
- VSK Technika Brno
- SK UP Olomouc
- RSC Praha
- PH Jičín

### Ženské týmy
- Slavia Hradec Králové
- SK Slavia Praha
- HC Bohemians Praha
- HC Praga 1946 (dříve ČKS Vyšehrad 1907)
- HC 1953 Jičín
- HC Hostivař
- Meteor České Budějovice
- TJ Mnichovice
- HC 1972 Rakovník
- TJ Plzeň-Litice
- HC 1957 Kadaň
- RSC Praha